# Allophyes unicolor
Allophyes unicolor är en fjärilsart som beskrevs av Barend J. Lempke 1964. Allophyes unicolor ingår i släktet Allophyes och familjen nattflyn. Inga underarter finns listade i Catalogue of Life.